# František Dudač
František Dudač (23. prosince 1916 – 30. března 1963) byl český a československý politik Komunistické strany Československa a poúnorový poslanec Národního shromáždění ČSSR.

## Biografie
Pracoval jako topič a později coby strojvůdce v lokomotivním depu v Praze-Vršovicích. Byl nositelem vyznamenání Za vynikající práci.
Ve volbách roku 1960 byl zvolen za KSČ do Národního shromáždění ČSSR za hlavní město Praha. V parlamentu setrval až do své smrti roku 1963.